# Роман Лагард
Роман Лагард (фр. Romain Lagarde; Лорјан, 5. март 1997) француски је рукометаш и репрезентативац који тренутно игра за Рајн–Некар Левен у Њемачкој на позицији левог бека.
Лагард је своју каријеру започео 2016. године када је као деветнаестогодишњак потписао за француског прволигаша Нант. За Нант је играо до 2019. године када је прешао у Рајн–Некар Левен. За Француску репрезентацију је дебитовао 2017. године са којом је освојио бронзу на Светском првенству 2019. у Данској и Њемачкој и Европском првенству 2018. у Хрватској.

## Клупски профеји

### Нант
- Куп Француске: 2017.
- Суперкуп Француске: 2017.